# District de Jitikara
Le district de Jitikara (en kazakh : Жітіқара ауданы est un district de l'oblys de Kostanaï, situé au nord du Kazakhstan.

## Géographie
Le centre administratif du district est la ville de Jitikara.

## Démographie
Le recensement de 2009 montre une population de 50 441 habitants, en régression par rapport à celle de 1999 (56 497 habitants).